# Neu Poserin
Neu Poserin település Németországban, Mecklenburg-Elő-Pomeránia tartományban. Lakosainak száma 478 fő (2023. december 31.).

## Népesség
A település népességének változása:
| Lakosok száma | 523  | 488  | 494  | 492  | 478  |
|               | 2017 | 2019 | 2021 | 2022 | 2023 |